# Stellair zwart gat
Een stellair zwart gat is een type zwart gat dat is gevormd door de gravitationele ineenstorting van een zware ster (25+ zonsmassa's) aan het einde van zijn levensduur. Een dergelijke ster ontploft tot een supernova en wat er uiteindelijk overblijft is een zwart gat. De massa van dit soort zwarte gaten kan uiteenlopen van ca. drie zonsmassa's tot vele tientallen zonsmassa's. Deze objecten worden ook wel collapsars genoemd.

## Voorbeelden
Voorbeelden van stellaire zwarte gaten zijn Cygnus X-1 en V404 Cygni. 